# LOH症候群
LOH症候群(late-onset hypogonadism)とは、男性ホルモン（テストステロン）の部分的欠乏によって起こる症候群。加齢男性性腺機能低下症候群(PADAM(partial androgen deficiency of the aging male))とも呼ばれる。女性の更年期症候群に対する男性の加齢疾患なので男性更年期障害と呼ばれる。日本においては加齢に伴う変化として、長らく診療の対象外とされていたが、21世紀になり急激な高齢化社会の出現を背景に治療対象として見なされるようになった。欧米では 1980年代より老年病学や生殖内分泌学の観点から注目されていた。
治療として男性ホルモン補充療法が行われるが、特にアメリカでは盛んで2014年の段階で、約400万人が治療を受けているとされる。

## 解説
発症時期は一定しないが、概ね40代後半～50代前半以降、加齢などによりテストステロンが低下することにより発生する。実態は低テストステロン症候群であり、生殖能力の低下のみならず精神症状を含めた全身的な症状が認められる。インスリン感受性が悪化しメタボリック症候群を発現しやすくなる。2型糖尿病患者に高頻度で見られ骨粗鬆症、心血管疾患、内臓脂肪の増加、耐糖能異常、高脂血症のリスクが増加することが知られている。特に20代から40代でテストステロンが低い場合は、2型糖尿病、メタボリック症候群のリスクが増大する。
男性も精巣のライディッヒ細胞やアロマターゼ（芳香化酵素）によって血中濃度で5 - 70ピコグラム/ミリリットルのエストロゲンを生成し、50歳を過ぎても閉経した後生殖期の女性より高いレベルの濃度を維持する。加齢によるテストステロンの減少とともに、男性も閉経した女性と同様にエストロゲン欠乏の作用が生じるとも推測されている。女性の更年期障害に比較し男性の更年期障害は一般に認知度は低い。また、日本で「Aging Male 研究会」が設立された当時には、マスメディアが男性更年期障害を大きく取り上げたことから、診療に不慣れな診療現場に男性更年期障害を訴える患者が殺到したが、その中にはうつ病など精神科領域の患者も多く含まれていたことなど診療現場で混乱が生じた。このため、日本泌尿器科学会内分泌・生殖機能・性機能専門領域部会から学術委員会に対してのガイドライン作成の要請に基づき、日本泌尿器科学会と日本Aging Male研究会によるガイドライン作成のためのワーキンググループが組織された。
定義LOH症候群の症状および徴候
1. リビドー（性欲）と勃起能の質と頻度、とりわけ夜間睡眠時勃起の減退
2. 知的活動、認知力、見当識の低下および疲労感、抑うつ、短気などに伴う気分変調
3. 睡眠障害
4. 筋容量と筋力低下による除脂肪体重の減少
5. 内臓脂肪の増加
6. 体毛と皮膚の変化
7. 骨減少症と骨粗鬆症に伴う骨塩量の低下と骨折のリスク増加

## 症状
テストステロン減少により様々な症状が起こる。
- 精神症状[8]
  - 集中力の低下、無気力、不安感、頭のもやもや感、イライラ感、うつ、疲労感、不眠、記憶力の低下
- 身体症状[8]
  - 不眠、精力低下、多汗、勃起障害・性機能低下、筋力低下、筋肉痛、ほてり、発汗、頭痛、めまい、耳鳴り、頻尿、Morning erectionの消失

## 診断
まず、診断は性腺機能を評価することから始める。特に血中テストステロンの生化学的な多様性や特性を十分に把握し、検査値を分析する。LOH 症候群患者は不定愁訴にて受診する場合が多く、うつ病を中心とした精神疾患との鑑別が重要である。
Heinemannらによる Aging malesʼ symptom(AMS)スコアが広く用いられている。AMSスコアは17項目からなる質問形式のスコアで、5段階の自己評価を記入する形式となっている。合計点数によってLOH症候群の可能性が評価されるが、スコアの点数は年齢に比例して高くなる傾向があるものの、血中テストステロン濃度には相関性がない事も指摘されているので、AMSスコアによってホルモン濃度測定が代替されるものではない。合計26点以下は正常、27-36は軽度の症状、37-49 は中等度の症状、50以上は重症と判断される。
AMSスコア
1. 総合的に調子が思わしくない（健康状態、本人自身の感じ方）
2. 関節や筋肉の痛み（腰痛、関節痛、手足の痛み、背中の痛み）
3. ひどい発汗（おもいがけず突然汗が出る、緊張や運動とは関係なくほてる）
4. 睡眠の悩み（寝つきが悪い、ぐっすり眠れないなど）
5. よく眠くなる、しばしば疲れを感じる
6. いらいらする（あたり散らす、ささいなことにすぐ腹を立てる、不機嫌になる）
7. 神経質になった（緊張しやすい、精神的に落ち着かないなど）
8. 不安感（パニック状態になる）
9. からだの疲労や行動力の減退（全般的な行動力の低下、余暇活動に興味がないなど）
10. 筋力の低下
11. 憂うつな気分（落ち込み、悲しい、涙もろい、意欲がわかないなど）
12. 「人生の山は通り過ぎた」と感じる
13. 「力尽きた」、「どん底にいる」と感じる
14. ひげの伸びが遅くなった
15. 性的能力の衰え
16. 早朝勃起の回数の減少
17. 性欲の低下（セックスが楽しくない、性交の欲求が起きない）

- 各項目を、「ない」1点、「軽い」2点、「中程度」3点、「重い」4点、「きわめて重い」5点で集計する。

## 治療

### アンドロゲン低下症例
血中遊離型アンドロゲン低下例に対してはアンドロゲン補充療法(ART)が行われる。アンドロゲン補充療法はテストステロン補充療法(TAT)と呼ばれる事もある。日本では血中遊離型テストステロン値が8.5pg/ml未満の症例に対しては、ARTが第一選択とされる。国際的には血中遊離型テストステロン値が300-320 ng/mlをART開始の基準とされている。ART開始後、血中PSA濃度が半年間で0.5ng/ml または1年で1.0ng/ml以上上昇した場合、専門医での前立腺癌検索が推奨されている。
ただし40歳以下の対象患者や前立腺癌患者、血中PSA上昇症例、中等度以上の前立腺肥大患者、重度の肝疾患・心疾患・腎機能不全患者、睡眠時無呼吸症候群患者などはホルモン補充療法は推奨されない。
2016年現在、日本泌尿器科学会ではアンドロゲン補充手段として下記の3種類を推奨しているが、2016年現在保険適応となっているのは、エナント酸テストステロンの注射のみである。
アンドロゲン補充療法により勃起障害には改善が認められる。一方心血管関連疾患についてはアンドロゲン欠乏はリスクファクターではあるものの、そのリスクはアンドロゲン補充療法によっては改善しないことが知られている。LOH症候群のうつ病などの精神症状についてもホルモン補充療法が実施される。

#### エナント酸テストステロン
エナント酸テストステロンの筋肉注射を行う。注射の頻度は、125mg/回なら2-3週間隔で、250mg/回なら3-4週間隔となる。血中濃度の変動が大きいので、投与後4-7日目経過した頃に、血中遊離型テストステロン値のモニタリング実施が推奨されている。日本では「テスチノンテポ-筋注用125/250mg」として製剤化されている。

#### 胎盤性性腺刺激ホルモン
ヒト絨毛性ゴナドトロピン(hCG)1回 3,000-5,000単位を週1-2回あるいは2週間毎に筋注する。hCG testの反応良好例に限られるが、エナント酸テストステロンを直接投与するよるも血中濃度が安定するメリットがある。

#### テストステロン軟膏
テストステロン軟膏を1回3gを1日1-2回陰囊表面に塗布する（1回 3mg テストステロン相当）。投与が容易で血中テストステロン濃度の変動が少ないというメリットがある。欧米では主流になりつつある投与法。

### アンドロゲン正常症例
血中遊離型テストステロン値が 11.8pg/ml 以上の場合は、男性更年期である可能性があるがLOH症候群ではない。この場合は症状に応じた対症療法がおこなわれる。勃起不全についてはバイアグラ等のPDE5阻害薬(ホスホジエステラーゼ-5阻害薬を使い、精神症状については抗うつ薬・抗不安薬などで対応する。

## 薬の副作用
男性ホルモンの欠乏は薬の副作用でも起こることがある。スルピリドの服用で男性ホルモンが低下する事例がある。これが原因の場合、服用をやめれば、男性ホルモンの分泌量は回復する。

## 特記事項
- イギリスの国民保険サービスは、女性の更年期症候群のような急激なホルモンの変動が男性に見られることは稀なことであるとして、男性更年期障害という表現は適切な表現ではないと指摘している[7]。
- 2004年に日本の9施設で、泌尿器科外来を受診した男性患者に対して質問紙調査を行ったところ47.8%が大うつ病と診断されている[1]。40-50歳代に限ると60%の高率となった[1]。